# Bernard Guyot
Bernard Guyot (Savigny-sur-Orge, 19 de novembro de 1945 - França, 1 de março de 2021) foi um ex-ciclista francês que representou França nos Jogos Olímpicos de Verão de 1964 em Tóquio, onde terminou em 94º na prova de estrada (individual).